# Prison de Brandebourg
Zuchthaus Brandenburg-Görden
La prison de Brandebourg-Görden (en allemand : Zuchthaus Brandenburg-Görden) est une prison allemande située dans le quartier de Görden de la ville de Brandebourg-sur-la-Havel, dans le Land de Brandebourg.

## Histoire
Construite entre 1927 à 1935, elle était alors considérée comme la prison la plus sûre et la plus moderne d'Europe. Elle était conçue pour 1 800 détenus environ.

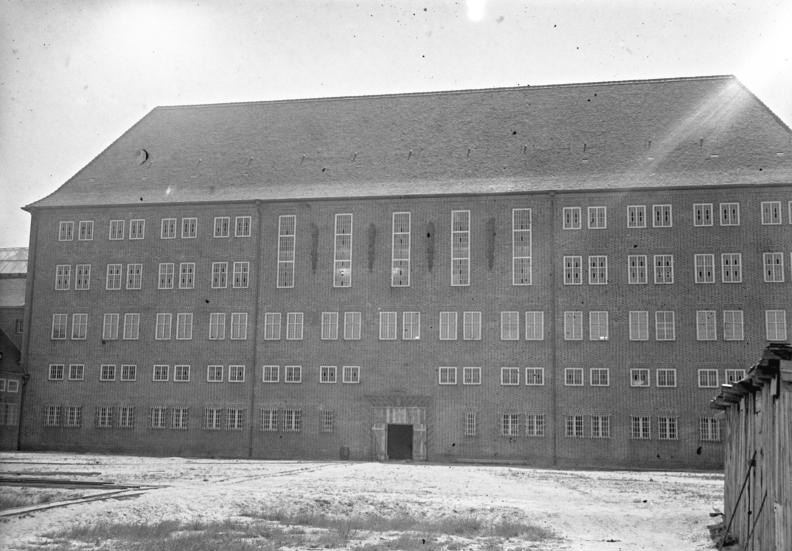
Bâtiment principal de la prison de Brandenbourg en 1931

Pendant le Troisième Reich, de 1933 à 1945, jusqu'à 4 300 personnes y ont été enfermées simultanément : 1 722 personnes y ont été exécutés pour des motifs politiques à partir d'août 1940 ; 652 autres détenus y sont morts de maladie dont la tuberculose et sept autres s'y sont suicidés pour échapper aux nazis.
Environ 10 000 handicapés mentaux ou autres malades ont été gazés dans la vieille prison de Brandebourg dans le cadre du programme d'euthanasie Aktion T4.
L'Armée rouge a occupé la prison le 27 avril 1945. Après la Seconde Guerre mondiale l'armée soviétique y a enfermé jusqu'en 1947 des Russes ayant collaboré avec les Allemands, principalement des membres de l’armée Vlassov.
La République démocratique allemande a également utilisé la prison pour y détenir des opposants politiques.

## Détenus notables
- Ernst Albert Altenkirch (de), 1935?-1945?
- Walter Bartel, 1934-1936
- Bruno Baum, 1937-1943
- Robert Uhrig, exécuté
- Herbert Mumm von Schwarzenstein, 1898-1945, exécuté
- Hermann Brill (en), 1939-1943
- Otto Bruchwitz, 1941-1945
- Ernst Busch, 1943-1945
- Karl Wilhelm Fricke, 1956-1959
- Michael Gartenschläger, (exécuté en 1976 par la Stasi), 1961-1971
- Charles Maurice Grillas, Membre du Réseau Renard, 1944-1945
- Alois Grimm, sj, 1944, exécuté
- Josef Römer, exécuté
- Robert Havemann, 1943-1945
- Walter Hochmuth (de), 1942?-1945
- Walter Hösterey, 1942-1945
- Erich Honecker, 1937-1945
- Wilhelm Kling (en), 1937-1945
- Erich Kürschner, 1938-1945
- Fritz Lange, 1943-1945
- Alfred Lemmnitz, 1941-1945
- Bruno Leuschner 1910-1965
- Hans Litten, 1934
- Ernst Niekisch, 1939-1945
- Alfred Neumann, 1942-1945
- Herbert Sandberg (en), 1934
- Alexander Schwab, à partir de 1937
- Kurt Seibt, 1941-1945
- Wolfgang Welsch

## Détenus morts ou exécutés à la prison
- Walter Arndt, zoologue, exécuté le 26 juin 1944
- Jean Arnolds, prêtre catholique belge et résistant, décapité à la hache le 28 août 1944. En fait par le fallbeil, guillotine allemande, utilisée par les nazis pour améliore le « rendement ».
- Friedrich Aue, communiste et résistant, exécuté le 27 novembre 1944
- Bernhard Bästlein, communiste et résistant, exécuté le 18 septembre 1944
- Bruno Binnebesel, prêtre catholique et résistant, exécuté le 13 novembre 1944
- Max Borrack, résistant, exécuté le 19 février 1945
- Walter Budeus, communiste et résistant, exécuté le 21 août 1944
- Hermann Danz, communiste et résistant, exécuté le 5 février 1945
- Henri-Clotaire Descamps, résistant, La Vérité française, exécuté le 5 décembre 1942
- Friedrich Fromm, impliqué dans le complot du 20 juillet 1944, exécuté le 12 mars 1945
- Georg Groscurth, fondateur du groupe de résistance Union européenne, exécuté le 8 mai 1944
- Michael Hirschberg, résistant du SPD exécuté le 20 mars 1937
- Cäsar Horn, communiste et résistant, exécuté le 19 mars 1945
- Franz Jacob, communiste, exécuté en 1944
- Franz Jägerstätter, objecteur de conscience, exécuté le 9 août 1943, bienheureux catholique
- Erich Knauf, écrivain, exécuté le 2 mai 1944
- Wilhelm Knöchel, communiste et résistant, exécuté le 24 juillet 1944
- Alfred Kowalke, communiste et résistant, exécuté le 6 mars 1944
- Krista Lavíčková, résistante, exécutée le 8 décembre 1944
- Arthur Ladwig, communiste et résistant, exécuté le 10 juillet 1944
- Albert Merz, objecteur de conscience christadelphe, exécuté le 3 avril 1941
- Max Josef Metzger, prêtre catholique, à partir de 1943, exécuté le 17 avril 1944
- Joseph Müler, prêtre catholique, exécuté le 11 septembre 1944
- Theodor Neubauer, communiste et résistant, exécuté le 5 février 1945
- Siegfried Rädel, communiste et résistant, exécuté le 10 mai 1943
- Franz Reinisch, prêtre catholique, exécuté le 21 août 1942
- Kurt Ritter, communiste et résistant, exécuté le 28 août 1944
- Friedrich Rödel, communiste et résistant, exécuté le 5 février 1945
- Anton Saefkow, communiste, exécuté le 18 septembre 1944
- Willi Sänger, communiste et résistant, exécuté le 27 novembre 1944
- Johann Schellheimer, communiste et résistant, exécuté le 5 février 1945
- Otto Schmirgal, communiste et résistant, exécuté le 15 décembre 1944
- Martin Schwantes, communiste et résistant, exécuté le 5 février 1945
- Bernhard Schwentner, prêtre catholique, exécuté le 30 octobre 1944
- Werner Seelenbinder, sportif et communiste, exécuté le 24 octobre 1944
- Max Sievers, libre-penseur, exécuté le 17 janvier 1944
- Sigurd Speidel, objecteur de conscience Témoin de Jéhovah, exécuté le 27 janvier 1943
- Michel et Charles Stoven, résistants, réseau « Mithridate-Bressac-Raspail », exécutés le 25 septembre 1944
- Franz Virnich, juriste et étudiant catholique, exécuté le 5 avril 1943
- Ernst Volkmann, objecteur de conscience catholique, exécuté le 9 octobre 1941
- Martin Weise (de), communiste et résistant, exécuté le 15 novembre 1943
- Johannes Wüsten (de), écrivain et communiste, à partir de 1942, exécuté le 26 avril 1943
- Walter Zimmermann, résistant (Organisation Saefkow-Jacob-Bästlein), exécuté le 8 janvier, 1945